# Psary (powiat kozienicki)
Psary – wieś sołecka w Polsce, położona w województwie mazowieckim, w powiecie kozienickim, w gminie Kozienice.

## Integralne części wsi
| SIMC    | Nazwa  | Rodzaj    |
| ------- | ------ | --------- |
| 0627733 | Piachy | część wsi |

## Historia
Były wsią poddaną klasztoru benedyktynów sieciechowskich w województwie sandomierskim w ostatniej ćwierci XVI wieku, własność opata sieciechowskiego, wchodziła w skład klucza janikowskiego. W latach 1975–1998 miejscowość należała administracyjnie do województwa radomskiego.
Wierni kościoła rzymskokatolickiego należą do parafii Najświętszego Serca Jezusowego i św. Leonarda w Brzeźnicy lub  do parafii św. Maksymiliana Kolbe w Janikowie.